# Bart Jan Bok
Bart Jan Bok (Hoorn, 28 april 1906 – Tucson, 5 augustus 1983) was een tot Amerikaan genaturaliseerde Nederlandse astronoom.
Bart Jan Bok studeerde aan de universiteit Leiden en de Rijksuniversiteit Groningen waar hij jn 1932 promoveerde bij Pieter van Rhijn op een proefschrift met de titel A Study of the Eta Carinae Region. 
Hij werkte aan de Harvard-universiteit van 1929 tot 1957. Daarna werkte hij negen jaar als directeur van het Mount Stromlo-observatorium in Australië waarna hij naar de Verenigde Staten terugkeerde als directeur van het Stewardobservatorium. Hij werd Amerikaans staatsburger in 1938.
Bolwolken, concentraties van interstellair gas en stof in H-II-gebieden waarin soms stervorming optreedt worden naar hem "Bokglobulen" genoemd.
Hij won in 1977 de Brucemedaille en hem werd het Henry Norris Russell-doctoraat toegekend in 1982 en in hetzelfde jaar de Klumpke-Roberts Award.
De Bokkrater op de maan is naar hem vernoemd, evenals de planetoïde 1983 Bok. Er is ook een Bokkrater op Mars, maar deze is vernoemd naar een geografische locatie in Papoea-Nieuw-Guinea en niet naar hem.
Bok stierf thuis aan een hartaanval in Tucson, Arizona.